# Ceník
Ceník je speciailizovaný seznam zboží a služeb, který každé položce v ceníku uvedené přisuzuje v konkrétním čase nějakou konkrétní cenu. 
Jedná se o praktickou informační pomůcku, která slouží v běžné denní praxi zejména při obchodní a podnikatelské činnosti jednotlivých firem a institucí. V takovémto seznamu bývá obvykle uvedena cena zboží, prací a služeb. Cena zde bývá uváděna nejčastěji přímo v příslušných peněžních jednotkách nějaké konkrétní měny (tedy v penězích). Ceny prací a služeb, které nelze jednoduše kvantifikovat bývají obvykle vztaženy k nějaké časové jednotce (např. minuta, hodina, den, kalendářní měsíc, čtvrtletí, pololetí, rok apod.). Vzhledem k tomu, že se číselné hodnoty jednotlivých cen v průběhu času prakticky neustále mění, mívají ceníky také uvedeny parametry platnosti ceny v rozmezí od-do (ode dne - do dne), jednotlivé ceníky mohou být z důvodů přesné evidence a zpětné kontroly vhodným způsobem verzovány.

## Formy
Ceníky mohou jak být vyrobeny jak v tištěné podobě (např. ve formě katalogu, brožury, letáku nebo knihy) nebo mohou být vytvořeny ve vhodné elektronické podobě (např. jako textový soubor, databázová tabulka, HTML nebo XML soubor atd. apod.). Specializované ceníky mohou mít i podobu číselníku, který je integrální součástí nějakého rozsáhlého informačního systému.

## Zvláštní ceníky
U některých specializovaných činností nemusí být cena prací a služeb vyjadřována přímo v penězích, ale může se jednat o nějakou podobu dohodnutého či schváleného bodovacího systému, kdy příslušná cena je uváděna nepřímo v bodech, a faktická cena prací a služeb je odvozována od stanovené nebo dohodnuté ceny jednoho bodu. Tento systém je od počátku 90. let 20. století užíván například v současném českém zdravotnictví. Takový ceník pak někdy nazýváme slangovým slovem bodník či bodovník.

## Příklady ceníků
- ceník jízdného
- ceník telekomunikačních služeb
- ceník vodného a stočného